# Soeira
Soeira é uma povoação portuguesa do Município de Vinhais que foi sede da extinta Freguesia de Soeira, freguesia que tinha 13,97 km² de área e 87 habitantes (2011), e, por isso, uma densidade populacional de 6,2 hab/km².
A Freguesia de Soeira foi extinta (agregada) a partir de 29 de Setembro de 2014, tendo o seu território passado a fazer parte integrante da então criada União de Freguesias de Soeira, Fresulfe e Mofreita.

## População
| População da Freguesia de Soeira | População da Freguesia de Soeira | População da Freguesia de Soeira | População da Freguesia de Soeira | População da Freguesia de Soeira | População da Freguesia de Soeira | População da Freguesia de Soeira | População da Freguesia de Soeira | População da Freguesia de Soeira | População da Freguesia de Soeira | População da Freguesia de Soeira | População da Freguesia de Soeira | População da Freguesia de Soeira | População da Freguesia de Soeira | População da Freguesia de Soeira |
| -------------------------------- | -------------------------------- | -------------------------------- | -------------------------------- | -------------------------------- | -------------------------------- | -------------------------------- | -------------------------------- | -------------------------------- | -------------------------------- | -------------------------------- | -------------------------------- | -------------------------------- | -------------------------------- | -------------------------------- |
| 1864                             | 1878                             | 1890                             | 1900                             | 1911                             | 1920                             | 1930                             | 1940                             | 1950                             | 1960                             | 1970                             | 1981                             | 1991                             | 2001                             | 2011                             |
| 463                              | 467                              | 434                              | 397                              | 373                              | 311                              | 352                              | 541                              | 494                              | 418                              | 285                              | 212                              | 148                              | 120                              | 87                               |

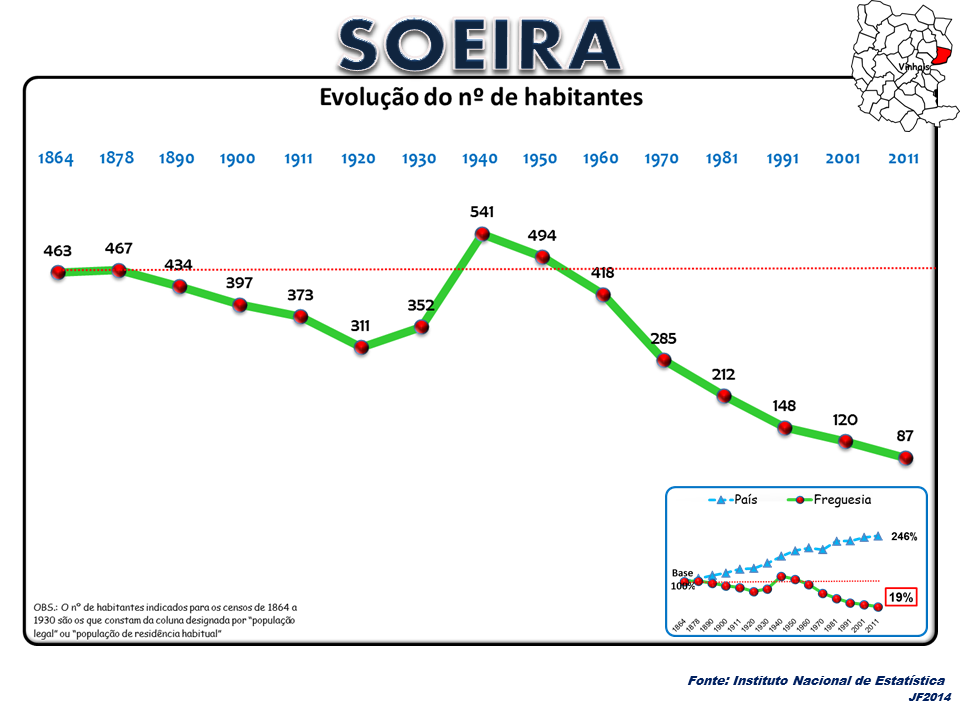
Evolução da População 1864 / 2011
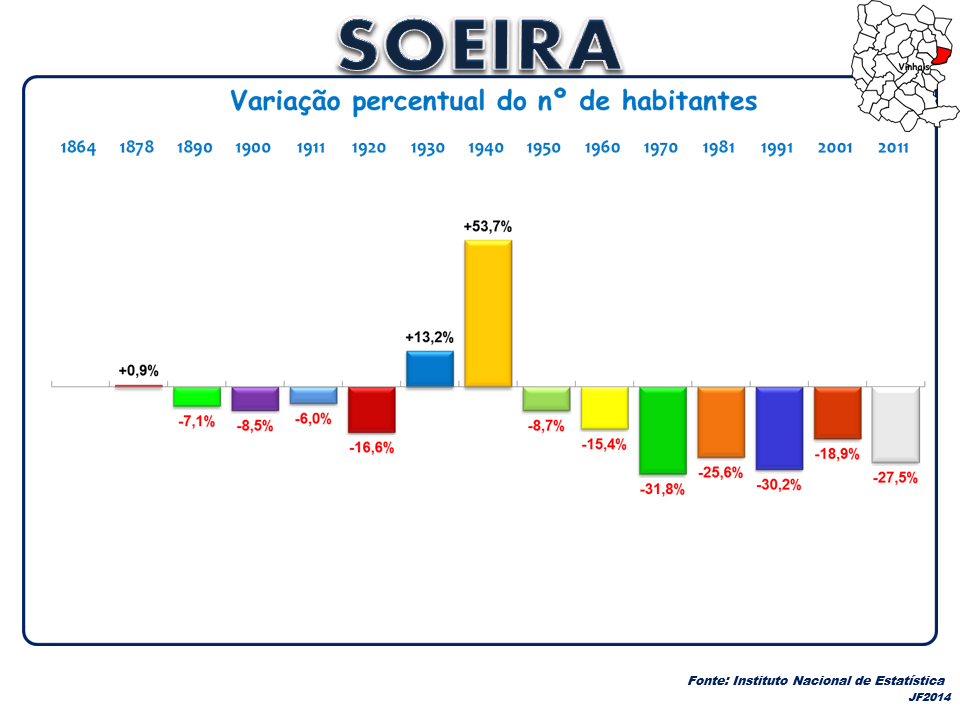
Variação da População 1864 / 2011
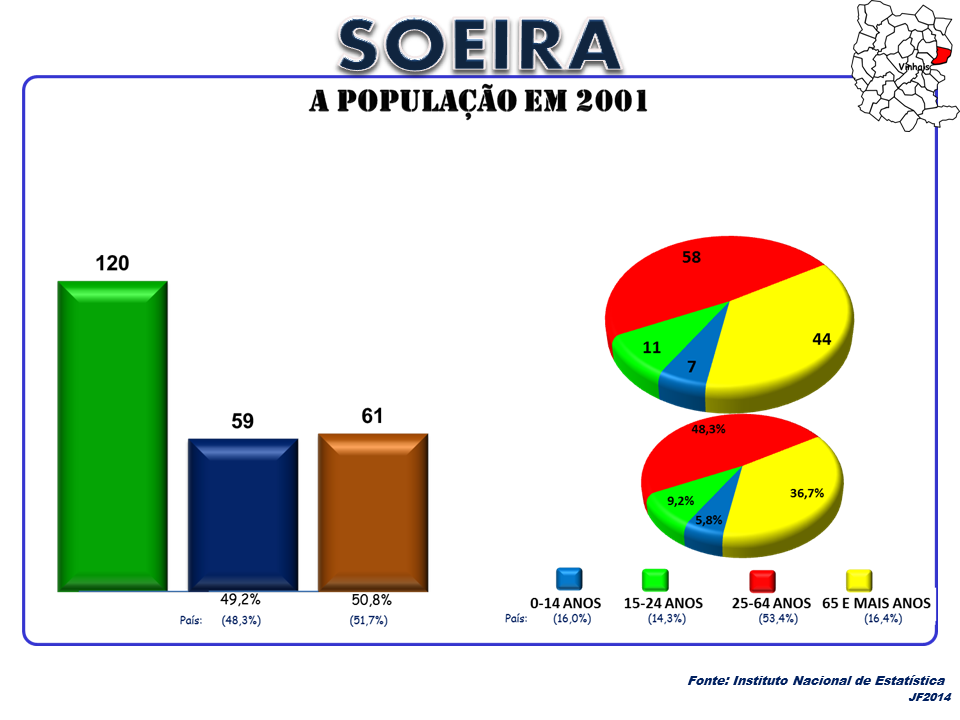
A População em 2001
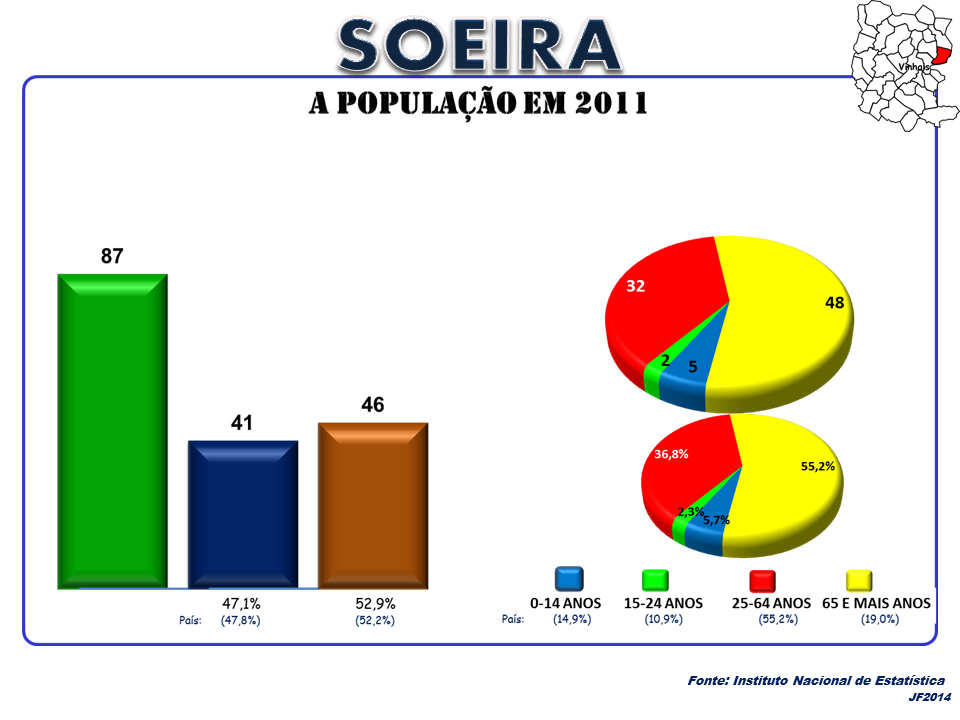
A População em 2011

## Património
- Igreja Paroquial de Soeira.